# Jigglypuff
Purin (プリン) còn có tên tiếng Anh là Jigglypuff là một loài Pokémon trong sê-ri phim hoạt hình Pokémon. Jigglypuff/Purin ra mắt lần đầu trong phần game Pokémon Red and Blue, sau đó góp mặt trong nhiều mặt hàng, phim, ấn bản khác của thương hiệu này. Trong phim, loài pokémon này được các diễn viên Rachael Lillis (bản tiếng Anh) và Mika Kanai (bản tiếng Nhật) lồng tiếng. Purin nổi tiếng với khả năng hát ru ngủ trong phim và sẽ viết nguệch ngoạc lên mặt bất kỳ ai ngủ quên sau khi nghe nó hát.
Purin được xếp vào hạng mục Pokémon Balloon (bóng bay). Về nguồn gốc, Purin là bản tiến hóa cấp hai của Igglybuff/Pupurin. Cụ thể, Pupurin sẽ tiến hóa thành Purin khi nó đạt tới chỉ số hạnh phúc nhất định, sau đó tiến hóa tiếp lên Wigglytuff/Pukurin nếu được tiếp xúc với Moon Stone (Viên đá Mặt Trăng). Tên tiếng Anh của loài pokémon này là sự kết hợp của hai từ "jiggly" (lúc lắc) và "puff" (phồng lên), ngụ ý vẻ ngoài to tròn của nó. Tên tếng Nhật của nó là ám chỉ đến プリン - pudding (ý chỉ cơ thể mềm mại của nó) và cũng có thể liên quan đến プチpuchi (nhỏ nhắn) và pretty (xinh đẹp). Kể từ khi xuất hiện trong sê-ri, Purin nhìn chung nhận được nhiều đánh giá tích cực và góp mặt trong nhiều phần phim, trò chơi và các ngoại truyện, sách báo, trang phục có liên quan.